# John Hawkes (acteur)
John Marvin Perkins (Alexandria, 11 september 1959) - artiestennaam John Hawkes - is een Amerikaans acteur. Hij werd in 2011 genomineerd voor een Oscar voor zijn bijrol als Teardrop in de dramafilm Winter's Bone en in 2013 voor een Golden Globe voor zijn hoofdrol als Mark O'Brien in de tragikomedie The Sessions. Meer dan tien andere filmprijzen werden hem daadwerkelijk toegekend, waaronder zowel een Independent Spirit Award voor Winter's Bone als een tweede voor The Sessions. Hawkes maakte in 1985 zijn acteer- en filmdebuut in de sciencefiction/horror-komedie Future-Kill en speelde sindsdien in meer dan 50 films, meer dan 65 inclusief televisiefilms.

## Filmografie
*Exclusief 10+ televisiefilms
| - Three Billboards Outside Ebbing, Missouri (2017) - Everest (2015) - Life of Crime (2013) - The Pardon (2013) - Lincoln (2012) - The Playroom (2012) - Arcadia (2012) - The Sessions (2012) - Contagion (2011) - Higher Ground (2011) - Martha Marcy May Marlene (2011) - On Holiday (2010) - Eve's Necklace (2010) - Small Town Saturday Night (2010) - Winter's Bone (2010) - Everything Will Happen Before You Die (2010) - Earthwork (2009) - S. Darko (2009) - Miracle at St. Anna (2008) - American Gangster (2007) - Miami Vice (2006) - Wristcutters: A Love Story (2006) - The Moguls (2005) - Me and You and Everyone We Know (2005) - Sweet Underground (2004) - Identity (2003) - Buttleman (2003) - Hardball (2001) - Sand (2000) | - The Perfect Storm (2000) - Blue Streak (1999) - A Slipping-Down Life (1999) - I Still Know What You Did Last Summer (1998) - Where's Marlowe (1998) - Rush Hour (1998) - Home Fries (1998) - Boogie Boy (1998) - Playing God (1997) - Steel (1997) - 'Til There Was You (1997) - Deep in the Heart (1996) - From Dusk Till Dawn (1996) - Angry Cafe (1995) - Night of the Scarecrow (1995) - Congo (1995) - Flesh and Bone (1993) - Freaked (1993) - Scary Movie (1991) - Never Leave Nevada (1990) - Rosalie Goes Shopping (1989) - Dakota (1988) - Heartbreak Hotel (1988) - It Takes Two (1988) - Johnny Be Good (1988) - D.O.A. (1988) - Murder Rap (1987) - Future-Kill (1985) |

## Televisieseries
*Exclusief eenmalige verschijningen
- Too Old to Die Young - Viggo (2019-...)
- Eastbound & Down - Dustin Powers (2009-2013, zestien afleveringen)
- Lost - Lennon (2010, drie afleveringen)
- Deadwood - Solomon Star (2004-2006, 36 afleveringen)
- Taken - Marty Erickson (2002, vijf afleveringen)
- 24 - Greg Penticoff (2001, twee afleveringen)
- The Practice - Stuart Donovan (2000, drie afleveringen)
- Wings - Mark (1993-1994, twee afleveringen)

- Bibsys: 11019836
- Biblioteca Nacional de España: XX1533174
- Bibliothèque nationale de France: cb14514158b (data)
- Catàleg d'autoritats de noms i títols de Catalunya: 981058514643806706
- Gemeinsame Normdatei: 1026898145
- International Standard Name Identifier: 0000 0001 2118 3748
- Library of Congress Control Number: no2002066910
- Nationale Bibliotheek van Tsjechië: xx0204930
- Nationale Bibliotheek van Israël: 987007352502105171
- Nederlandse Thesaurus van Auteursnamen: 292540639
- Système universitaire de documentation: 102484406
- Virtual International Authority File: 4600487
- WorldCat: E39PBJt3RH63hHVb4qdKGg3CwC